# Großer Preis der Tschechoslowakei

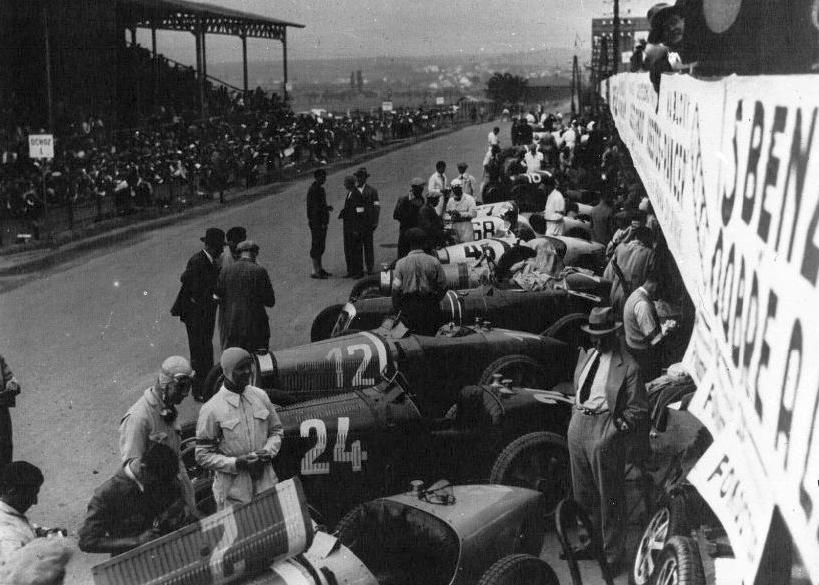
Start zum Großen Preis der Tschechoslowakei 1932

Der Große Preis der Tschechoslowakei (auch Masaryk-Grand-Prix, tschechisch Velká cena Československa oder Velká cena Masarykova) war eine Motorsport-Veranstaltung für Monoposti, die zwischen 1930 und 1949 in Brünn auf dem Masaryk-Ring ausgetragen wurde.

## Geschichte
Am 28. September 1930 fand auf dem Naturkurs, der eine damals noch übliche Rundenlänge von rund 30 Kilometern hatte, das erste Rennen statt. Der Straßenkurs führte über öffentliche Landstraßen und auch durch Ortschaften. Es gewannen Heinrich-Joachim von Morgen und Hermann zu Leiningen auf Bugatti. In den folgenden drei Jahren konnte der Monegasse Louis Chiron für Bugatti das Rennen gewinnen. 1934 gewann Hans Stuck mit einem Fahrzeug der Auto Union AG. Bei der sechsten Austragung am 29. September 1935 stand Motorsportlegende Tazio Nuvolari (Alfa Romeo) vor seinem ersten Sieg, als ihm im entscheidenden Moment der Reifen platzte und er nur Zweiter hinter Bernd Rosemeyer (Auto Union) wurde.
Nachdem 1936 keines ausgetragen wurde, fand 1937 das letzte Rennen auf der langen Rennstrecke statt. Es gewann Rudolf Caracciola im Mercedes-Benz Nach dem Zweiten Weltkrieg wurde nur noch ein Großer Preis der Tschechoslowakei ausgetragen. Auf der auf 17,8 km verkürzten und in umgekehrter Richtung zu befahrenen Strecke siegte 1949 Peter Whitehead mit Mercedes-Benz.

## Ergebnisse
| Auflage | Datum              | Klasse                                  | Sieger                                                       | Zweiter                                 | Dritter                                            | Pole-Position                           | Schnellste Rennrunde                                      |
| ------- | ------------------ | --------------------------------------- | ------------------------------------------------------------ | --------------------------------------- | -------------------------------------------------- | --------------------------------------- | --------------------------------------------------------- |
| I       | 28. September 1930 | bis 1500 cm³                            | Maximilian zu Hardegg (Bugatti)                              | Gerhard Macher (DKW)                    | Albert Kandt (BMW)                                 | Jiří Weinfurter (Wikov) 1               | Michel Doré (Bugatti)                                     |
| I       | 28. September 1930 | über 1500 cm³                           | Hermann zu Leiningen / Heinrich-Joachim von Morgen (Bugatti) | Ernst Günther Burggaller (Bugatti)      | Baconin Borzacchini / Tazio Nuvolari (Alfa Romeo)  | „Hyta“ (Bugatti) 1                      | Heinrich-Joachim von Morgen (Bugatti)                     |
| II      | 27. September 1931 | bis 1500 cm³                            | Florian Schmidt (Bugatti)                                    | Engelbert von Arco-Zinneberg (Amilcar)  | Bruno Sojka (Bugatti)                              | Gerhard Macher (DKW) 1                  | Florian Schmidt (Bugatti)                                 |
| II      | 27. September 1931 | über 1500 cm³                           | Louis Chiron (Bugatti)                                       | Hans Stuck (Mercedes-Benz)              | Heinrich-Joachim von Morgen (Bugatti)              | Louis Chiron (Bugatti) 1                | Tazio Nuvolari (Alfa Romeo)                               |
| III     | 4. September 1932  | bis 1500 cm³                            | Ernst Günther Burggaller (Bugatti)                           | Pierre Veyron (Maserati)                | Bruno Sojka (Bugatti)                              | Gerhard Macher (DKW) 1                  | Ernst Günther Burggaller (Bugatti)                        |
| III     | 4. September 1932  | über 1500 cm³                           | Louis Chiron (Bugatti)                                       | Luigi Fagioli (Maserati)                | Tazio Nuvolari (Alfa Romeo)                        | Louis Chiron (Bugatti) 1                | Louis Chiron (Bugatti)                                    |
| IV      | 17. September 1933 | bis 1500 cm³                            | Ernst Günther Burggaller (Bugatti)                           | Bruno Sojka (Bugatti)                   | Hans Ruesch (Alfa Romeo)                           | Ernst Günther Burggaller (Bugatti) 1    | Guido Landi (Maserati)                                    |
| IV      | 17. September 1933 | über 1500 cm³                           | Louis Chiron (Alfa Romeo)                                    | Luigi Fagioli (Alfa Romeo)              | Jean-Pierre Wimille (Alfa Romeo)                   | Louis Chiron (Alfa Romeo) 1             | Luigi Fagioli (Alfa Romeo)                                |
| V       | 30. September 1934 | Voiturette (1500 cm³)                   | Giuseppe Farina (Maserati)                                   | Ernst Günther Burggaller (Bugatti)      | Bruno Sojka / Florian Schmidt (Bugatti)            | Vaclav Trumpeš (Z) 1                    | Giuseppe Farina (Maserati)                                |
| V       | 30. September 1934 | GP                                      | Hans Stuck (Auto Union)                                      | Luigi Fagioli (Mercedes-Benz)           | Tazio Nuvolari (Maserati)                          | László Hartmann (Bugatti) 1             | Luigi Fagioli (Mercedes-Benz)                             |
| VI      | 29. September 1935 | bis 1500 cm³                            | Richard Seaman (ERA)                                         | Pierre Veyron (Bugatti)                 | Bruno Sojka (Bugatti)                              | Bruno Sojka (Bugatti) 1                 | Richard Seaman (ERA)                                      |
| VI      | 29. September 1935 | über 1500 cm³                           | Bernd Rosemeyer (Auto Union)                                 | Tazio Nuvolari (Alfa Romeo)             | Louis Chiron (Alfa Romeo)                          | Hans Stuck (Auto Union) 1               | Achille Varzi (Auto Union)                                |
|         | 1936               | Kein Großer Preis der Tschechoslowakei. | Kein Großer Preis der Tschechoslowakei.                      | Kein Großer Preis der Tschechoslowakei. | Kein Großer Preis der Tschechoslowakei.            | Kein Großer Preis der Tschechoslowakei. | Kein Großer Preis der Tschechoslowakei.                   |
| VII     | 26. September 1937 | Voiturette (1500 cm³)                   | Luigi Villoresi (Maserati)                                   | Charles Martin (ERA)                    | László Hartmann (Maserati)                         | unbekannt                               | Luigi Villoresi (Maserati)                                |
| VII     | 26. September 1937 | GP                                      | Rudolf Caracciola (Mercedes-Benz)                            | Manfred von Brauchitsch (Mercedes-Benz) | Hermann Paul Müller / Bernd Rosemeyer (Auto Union) | Tazio Nuvolari (Alfa Romeo)             | Rudolf Caracciola (Mercedes-Benz)                         |
|         | 1938 bis 1948      | Kein Großer Preis der Tschechoslowakei. | Kein Großer Preis der Tschechoslowakei.                      | Kein Großer Preis der Tschechoslowakei. | Kein Großer Preis der Tschechoslowakei.            | Kein Großer Preis der Tschechoslowakei. | Kein Großer Preis der Tschechoslowakei.                   |
| VIII    | 25. September 1949 | F1                                      | Peter Whitehead (Ferrari)                                    | Philippe Étancelin (Talbot-Lago)        | Franco Cortese (Ferrari)                           | Prinz Bira (Maserati) 2                 | Prinz Bira (Maserati) und Toulo de Graffenried (Maserati) |

| Legende   | Legende                                                                                              | Legende                                                     |
| Abkürzung | Klasse                                                                                               | Kommentar                                                   |
| --------- | --- | ----------------------------------------------------------- |
| F1        | Formel 1                                                                                             | Formel-1-Weltmeisterschaft ab 1950                          |
| F2        | Formel 2                                                                                             |                                                             |
| FL        | Formula libre                                                                                        | Fahrzeugklasse in der Regel vom Veranstalter ausgeschrieben |
| SW        | Sportwagen                                                                                           |                                                             |
| TW        | Tourenwagen                                                                                          |                                                             |
| GP        | Grand-Prix-Fahrzeuge                                                                                 |                                                             |
|           | ↓ Durchgehende graue Linien zeigen an, wann in der Geschichte auf einem neuen Kurs gefahren wurde. ↓ |                                                             |
|           | |                                                             |
|           | Einträge mit hellrotem Hintergrund waren keine Läufe zur Automobil- bzw. Formel-1-Weltmeisterschaft. |                                                             |
|           | Einträge mit gelbem Hintergrund waren Läufe zur Europameisterschaft.                                 |                                                             |